# Karel Koželuh

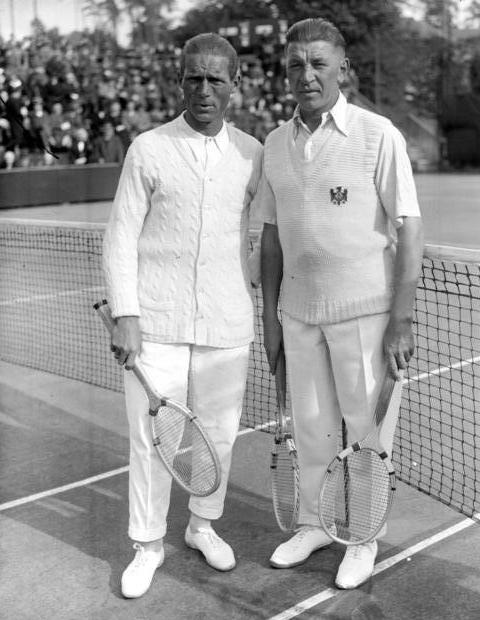
Karel Koželuh och Roman Najuch

Karel Kozeluh, född 7 mars 1895, Prag, död 27 april 1950 var en tjeckisk högerhänt professionell tennisspelare. 
Kozeluh upptogs 2006 i International Tennis Hall of Fame.

## Tenniskarriären
Karel Kozeluh blev professionell tennisspelare redan som 20-åring och verkade från början som tennisinstruktör. Han var som yrkesspelare inte välkommen att delta i någon av de stora amatörtävlingarna, inklusive Grand Slam-turneringarna.
Under 1920-talet spelade han i stället på den europeiska proffstouren där i huvudsak tennisinstruktörer mötte varandra. Han vann 6 år i rad (1925-30, dessutom 1932) "Bristol Cup" som spelades i Frankrike som "Franska professionella mästerskap". 
Säsongen 1928 skrev han kontrakt med Vinnie Richards proffstour. Kozeluh besegrade under den följande säsongen Richards i "man mot man"-möten med 15-5 i matcher. År 1931, då den amerikanske storspelaren Bill Tilden tagit över proffstouren, möttes Kozeluh och Tilden i 67 matcher. Tildens kraftfulla attackerande spelstil passade Kozeluh illa och Tilden vann 50 av matcherna.
Kozeluh vann US Pro 1929 (finalseger över Vinnie Richards), 1932 (finalseger över Hans Nüsslein och 1937 (finalseger över amerikanen Bruce Barnes). Han spelade dessutom vid fyra tillfällen ytterligare final i samma turnering. År 1930 vann Kozeluh singeltiteln i French Pro.

## Spelaren och personen
Karel Kozeluh hade talang för olika idrotter och spelade förutom tennis också fotboll och ishockey. Som tennisspelare var han en utpräglad baslinjespelare som endast sällan attackerade framme vid nät. Han föredrog att slå sina säkra välplacerade men relativt lösa grundslag från en position innanför baslinjen snarare än från bakplan. 
I fotboll spelade han med Sparta Prag och i det österrikiska men även senare det tjeckoslovakiska landslagen. Han deltog med det tjeckoslovakiska ishockeylandslaget i EM 1923 och 1925. I EM 1925 blev Tjeckoslovakien Europamästare. 
Han omkom 1950 i en bilolycka utanför Prag.

## Titlar iprofessionella tennismästerskap
- US Pro
  - Singel - 1929, 1932, 1937
- French Pro
  - Singel - 1930